# Sacoglottis gabonensis
Espèce
Classification APG III (2009)
Sacoglottis gabonensis est une espèce de plantes à fleurs de la famille des Humiriaceae, qui a pour nom vernaculaire bidou en français. C'est un arbre dont l'aire de répartition s’étend du Sénégal et de la Gambie jusqu’en Centrafrique et en Angola.

## Description
StatureC'est un arbre de taille moyenne à assez grande, pouvant atteindre 40 m de haut. Son fût est généralement tordu et noueux, avec un diamètre de 180-450 cm, dépourvu de branches sur une hauteur de 20 m. La cime est très étalée et ramifiée, de forme arrondie et ouverte.
Écorce et boisL’écorce externe est plutôt lisse chez les jeunes arbres, de couleur brune à brun foncé chez les spécimens âgés, et écailleuse.
FeuillesLes feuilles sont alternes et simples.
Fleurs et fruitsL’inflorescence fait jusqu’à 5 cm de long, et comporte des fleurs bisexuées, régulières, avec des pétales d’environ 7 mm de long, de couleur blanche. Le fruit est une drupe de 3-4 cm sur 2,5-3,5 cm, de couleur verte à jaune. Il contient de 1 à 3 graines.

## Reproduction
La dissémination de ses graines est facilitée par les éléphants, celles-ci étant capables de germer dans les excréments d'éléphant.

## Utilisation
Usages médicinauxL’écorce est utilisée pour traiter la fièvre, la gonorrhée, le diabète, entre autres.
Usages alimentaires et culinairesLe fruit, au goût sucré, est comestible. Il permet la fabrication d’une boisson alcoolisée. Au Cameroun, les graines sont rôties puis consommées par les pygmées.
Usages domestiques, artisanaux et industrielsLe bois est couramment utilisé au niveau local, notamment pour la construction hydraulique, la charpenterie, la construction navale, l’ébénisterie.